# Caniço
Caniço este un oraș în Madeira, Portugalia. În 2011 avea 23.368 de locuitori, în 11.99 km².